# Astral Chain
Astral Chain è un gioco d'azione sviluppato da PlatinumGames e pubblicato da Nintendo in esclusiva per Nintendo Switch. Il gioco è stato diretto da Takahisa Taura, in precedenza lead game designer di Nier: Automata, sotto la supervisione di Hideki Kamiya, creatore delle serie Devil May Cry e Bayonetta. I personaggi sono stati disegnati dal mangaka Masakazu Katsura. Il titolo è stato distribuito il 30 agosto 2019.

## Modalità di gioco
Astral Chain è un gioco action-adventure in cui il giocatore assume il ruolo di un ufficiale della forza speciale della polizia denominata "Neuron", con il compito di risolvere casi e indagare sugli incidenti che si verificano sull'Arca, l'ambientazione del gioco. Il giocatore si troverà a esplorare le aree dell'Arca, interrogare vari personaggi non giocanti ed esaminare le prove, producendo indizi ottenuti mediante enigmi di vario tipo che diventano fondamentali nella risoluzione dei casi. Durante il gioco i protagonisti entrano nel "Piano astrale", un'area interdimensionale in cui devono attraversare terreni pericolosi, risolvere enigmi e combattere nemici, similarmente ai dungeon dei videogiochi vecchio stampo.
Gli ufficiali della Neuron sono in grado di evocare un compagno incatenato al protagonista chiamato Legion. I Legion si presentano in varie forme che manifestando molteplici abilità utilizzabili sia per la risoluzione degli enigmi che per il combattimento. Nel corso dell'avventura il giocatore avrà accesso a cinque differenti tipologie di Legion:
- il Legion Spada, provvisto di attacchi a medio raggio;
- il Legion Bestia, ispirato alle unità cinofile, cavalcabile dal giocatore e utilizzato anche per tracciare gli odori;[8]
- il Legion Arco, utilizzabile anche come arma da fuoco a distanza;
- il Legion Possente, dotato di enorme potenza e utilizzabile come armatura;
- il Legion Ascia, il più lento ma anche l'unico in grado di fornire come abilità uno scudo per ridurre il danno subito.

Col procedere dell'avventura sarà data la possibilità di potenziare ciascun Legion con abilità e aumento dei punti di attacco e difesa, sfruttando un sistema a punti.
I combattimenti sono in tempo reale, per combattere i nemici, prima tra tutti la razza malevola delle "Chimere", creature originarie del Piano Astrale, vengono adoperate sia armi da mischia che a distanza. I giocatori possono evocare e controllare un Legion durante il combattimento per aiutarli nelle combo oppure farli combattere automaticamente, oltre che eseguire potenti mosse finali e usare la catena (che unisce giocatore e Legion) per frenare i nemici in corsa.I Legion possono essere scambiati in qualsiasi momento durante la battaglia, così come le armi, scegliendo tra pistola e due tipi di manganello, uno più rapido ma con meno capacità di danno e uno più lento e pesante (assimilabile ad un gladio). Alla fine di ogni livello, il giocatore ottiene un voto in base alla sua prestazione (vengono conteggiati, a titolo esemplificativo, tempo impiegato, danni subiti, colpi a vuoto, numero di cure utilizzate). A differenza di altri giochi d'azione, al giocatore non è data la possibilità di saltare o arrampicarsi, facendo sì che sia necessario sfruttare il proprio Legion per attuare alcuni tipi di movimenti. Lo schema standard dei comandi affida ai tasti dorsali e alla levetta destra del gamepad il controllo del Legion, lasciando gli altri pulsanti per le azioni del personaggio giocante.
È possibile accedere ai casi tramite il quartier generale della Neuron, che è anche l'hub centrale del gioco. Il giocatore può anche tornare in quest'area per salvare i dati di gioco, personalizzare il proprio personaggio e interagire con altri ufficiali della Neuron. Alcuni consumabili possono anche essere ottenuti da distributori automatici digitali, per poi essere utilizzati sul campo e in combattimento, ad esempio facendo recuperare salute al giocatore.

## Accoglienza
Il gioco ha ricevuto recensioni per lo più positive: il sito Metacritic, che esegue una meta-analisi di valutazioni del pubblico e della stampa di settore, gli attribuisce un punteggio di 87/100. Secondo il sito Everyeye.it il gioco merita un 9/10 mentre, secondo Polygon, il gioco è il miglior nuovo franchise di Nintendo riuscendo ad unire la complessità dei giochi sviluppati da Platinum Games all'accessibilità tipica dei titoli della grande N. Secondo IGN il gioco ha un punteggio di 9,1/10 mentre Eurogamer.it critica la struttura dei livelli (a volte troppo limitata) dando come voto finale 8/10. Mercury News ne loda le sequenze di combattimento, definite fresche, ma puntualizza sulle elevate difficoltà dei comandi, soprattutto nelle prime fasi di gioco. Positive sono anche le recensioni del Washington Post e di GameSpot che ne loda lo stile grafico.

## Vendite
Il titolo ha debuttato al primo posto nel regno unito nella classifica del 2 settembre 2019. Nei primi 7 mesi sul mercato, dal lancio il 30 agosto 2019 al 31 marzo 2020, sono state vendute 1,08 milioni di copie. Al 30 giugno 2021 le vendite sono salite a 1,14 milioni.